# Anisocentropus ulmeri
Anisocentropus ulmeri är en nattsländeart som beskrevs av Malicky 1998. Anisocentropus ulmeri ingår i släktet Anisocentropus och familjen Calamoceratidae. Inga underarter finns listade i Catalogue of Life.